# New Millennium
"New Millennium" prva je pjesma s albuma Falling into Infinity (izdan 1997. godine) američkog progresivnog metal sastava Dream Theater. Tekst pjesme napisao je Mike Portnoy. Osim na studijskom albumu, pjesma je još uključena u uživo izdanje Live Scenes from New York.

## Izvođači
- James LaBrie - vokali
- John Petrucci - električna gitara
- John Myung - bas-gitara
- Mike Portnoy - bubnjevi
- Derek Sherinian - klavijature

## Vanjske poveznice
Službene stranice sastava Dream Theater - album Falling into Infinity  Arhivirana inačica izvorne stranice od 23. svibnja 2009. (Wayback Machine)